# Битва за Анцио
«Битва за Анцио» (итал. Lo sbarco di Anzio; англ. The Battle for Anzio) — итало-американский цветной военный фильм 1968 года, снятый режиссёрами Эдвардом Дмитрыком и Дуилио Колетти по книге «Анцио» Уинфорда Вона-Томаса, работавшего военным корреспондентом Би-би-си во время Анцио-Неттунской операции.

## Сюжет
Январь 1944 года. Неаполь. Англо-американские войска развивают наступление в Италии. Морской десант армии США высаживается на побережье Анцио, не встретив на берегу немецкого сопротивления. Высадившийся на берег вместе с десантом военный корреспондент Дик Эннис, взяв джип, решает прокатиться с рейнджерами по дороге от Анцио до Рима и обратно. На своём пути они не встречают ни одного немецкого подразделения. Но, несмотря на отсутствие преграды, американский генерал Джек Лесли проявляет осторожность и вместо дальнейшего продвижения войск решает укрепить занятый плацдарм. Американское командование нащупывает брешь в обороне немцев и решает начать наступление на Чистерну. Генерал-фельдмаршал Кессельринг, заметив движение американских войск, перегруппировывает вверенные ему войска и проводит успешную атаку, взяв большое количество пленных. Небольшая группа выживших рейнджеров (включая военного корреспондента Дика Энниса) оказывается в немецком тылу…  

## В ролях
- Роберт Митчем — Дик Эннис, военный корреспондент
- Питер Фальк — капрал Джек Рабинофф
- Эрл Холлиман — сержант взвода Эйб Стиммлер
- Марк Дэймон — рядовой Уолли Ричардсон
- Рени Сантони — рядовой Муви
- Томас Хантер — рядовой Энди
- Джозеф Уолш — рядовой Дойл
- Энтони Стил — генерал Марш
- Джанкарло Джаннини — рядовой Челлини
- Уэйд Престон — полковник Хендрикс
- Эльза Альбани[итал.] — Эмилия Сибилио, мать Анны и Дианы
- Венантино Венантини — капитан Бёрнс
- Аннабелла Андреоли — Анна
- Вольфганг Прайс — генерал-фельдмаршал Альберт Кессельринг
- Патрик Мэги — генерал Старки
- Артур Франц — генерал-майор Люк Ховард
- Стефанелла Джованнини — Диана
- Кармен Скарпитта[итал.] — неаполитанская девушка
- Виттория Даль Верме — неаполитанская девушка
- Роберт Райан — генерал Карсон
- Артур Кеннеди — генерал-майор Джек Лесли

В титрах не указаны
- Тонио Селварт[итал.] — Эберхард фон Макензен
- Валери Марчелла[итал.] — Ассунта
- Энцо Турко[итал.] — Пепе
- Ричард Арлен — капитан Ганнон
- Герберт Фукс — офицер, разговаривающий по телефону
- Данте Маджио[итал.] — неаполитанский уличный торговец

## Съёмочная группа
- Режиссёр: Эдвард Дмитрык, Дуилио Колетти
- Продюсер: Дино Де Лаурентис
- Сценаристы: Хэл Крейг (в титрах — Гарри Крейг), Фрэнк Де Фелитта, Дуилио Колетти, Джузеппе Манджоне
- Оператор: Джузеппе Ротунно
- Композитор: Риц Ортолани